# ديفيد لي (لاعب كرة قدم مواليد 1969)
ديفيد لي (بالإنجليزية: David Lee)‏ هو لاعب كرة قدم بريطاني في مركز قلب الدفاع، ولد في 26 نوفمبر 1969 في Kingswood, South Gloucestershire ‏ في المملكة المتحدة. شارك مع منتخب إنجلترا تحت 21 سنة لكرة القدم. أما مع النوادي، فقد لعب مع شيفيلد يونايتد وفوريست غرين وكريستال بالاس وكولتشستر يونايتد ونادي إكزتر سيتي ونادي بريستول روفيرز ونادي بليموث أرجايل ونادي بورتسموث ونادي تشيلسي ونادي ريدنغ.

## وصلات خارجية
- ديفيد لي (لاعب كرة قدم مواليد 1969) على موقع قاعدة بيانات كرة القدم.إي يو (الإنجليزية)
- ديفيد لي (لاعب كرة قدم مواليد 1969) على موقع Soccerbase.com (لاعب) (الإنجليزية)
- ديفيد لي (لاعب كرة قدم مواليد 1969) على موقع عالم كرة القدم.نت (الإنجليزية)